# Theobroma sylvestre
Theobroma sylvestre es un árbol de la familia Malvaceae. Es de hoja perenne, crece hasta 12 metros de altura. El árbol se cosecha de la naturaleza por sus frutos y semillas, que se utilizan localmente.

## Distribución
América del Sur - Brasil del norte en la Amazonia.
Crece en el sotobosque. Se encuentra en terrenos elevados en lugares más bien secos, apareciendo con frecuencia en rodales secundarios. Semilla: tiene una viabilidad muy corta, que requiere alta humedad y temperaturas óptimas para permanecer viable. No hay latencia, la semilla a menudo germinando mientras aún está dentro de la vaina.

## Usos
Las semillas a veces se mezclan con las de cacao (Theobroma cacao) y se usan como bebida. Las semillas de especies de este género son generalmente una fuente rica de aceite (alrededor del 50%), almidón (alrededor del 15%) y proteínas (alrededor del 15%). También contienen un aceite volátil y los alcaloides estimulantes cafeína y teobromina. Fruta - cruda. La pulpa se extrae de la fruta o se usa para hacer una bebida refrescante. La pulpa blanca es bastante dulce y sin aroma.
Aunque no se han visto informes específicos de uso medicinal para esta planta, la semilla es una fuente de polvo de cacao y mantequilla. Estos productos tienen los siguientes usos medicinales: El polvo de cacao y la mantequilla, que se obtienen de la semilla, son nutritivos. La mantequilla también se aplica externamente como un emoliente. El polvo de cacao se toma internamente en el tratamiento de la angina y la presión arterial alta. La manteca de cacao es un excelente emoliente, se aplica sobre la piel para suavizarla y suavizarla. Se usa tradicionalmente para tratar la piel agrietada y las quemaduras, y también se frota en los moretones. La investigación ha demostrado que puede ayudar a contrarrestar las bacterias responsables de los forúnculos y la septicemia
Un aceite, conocido como manteca de cacao, que es sólido a temperatura ambiente, se obtiene de la semilla. Además de ser utilizada localmente como alimento y medicina, la manteca de cacao es importante en la industria cosmética y farmacéutica.